# Combretum marginatum
Combretum marginatum är en tvåhjärtbladig växtart som beskrevs av Adolf Engler och Diels. Combretum marginatum ingår i släktet Combretum och familjen Combretaceae. Inga underarter finns listade i Catalogue of Life.